# چیشتسا گورنا
چیشتسا گورنا (به لهستانی:  Ciszyca Górna) یک روستا در لهستان است که در گمینا تارووو واقع شده‌است. چیشتسا گورنا ۲۴۰ نفر جمعیت دارد.